# 副反応
副反応（ふくはんのう）とは、ワクチン接種が原因で起きた健康上の問題であり、ワクチン接種後に起きた有害事象の中で因果関係の証明されたもののみを指す。因果関係を証明するためには、ワクチンを接種しなかった人々との「比較」や「科学的メカニズムの確認」などの調査を行い、総合的に判断する必要がある。日本では通常、ワクチン以外の医薬品に対しては副作用という言葉が使われるが、英語圏ではワクチンも治療薬も同じ語「adverse drug reaction（ADR、有害な副作用）」または「side effect（有害の有無を問わない副作用）」を使う。
ワクチンによるアナフィラキシーや脳炎などの重篤な副反応は非常にまれであり、ほとんどの副反応は腫れや発熱などの軽微なものである。重篤な事象が一般的であるという考えは、WHOによって 「予防接種に関する一般的な誤解」 に分類されている。
有害事象（vaccine adverse event 、VAE）とは、ワクチン接種後に起きたあらゆる健康上好ましくない出来事を含む。ワクチン接種後に起きたという「前後関係」さえ満たせば、「因果関係」の有無は問わずに報告されるため、ワクチンとは因果関係が不明なもの、他の原因によるものも含まれる。例えば、接種後に交通事故の被害を受けた場合も、報告された場合は有害事象になる。医師は、「有害事象」のうち副反応を疑う事例を副反応疑いとして幅広く報告し、その中から真の副反応の可能性があるものの因果関係を調査する。ワクチン接種の有無にかかわらず、日常では死亡や急病が発生しているが、厚生労働省は、透明性向上のため、偶発的なもの・他の原因によるものかが分からない事例も含め、報告のあったすべての有害事象を公表している。
世界保健機関（WHO）は、有害事象を「Adverse Events Following Immunization（AEFI、ワクチン接種後の有害事象）」と呼んでいる。AEFIは、5つのカテゴリー「1.ワクチンの成分に関連した反応」「2.製造の品質に関連した反応」「3.接種のミスによる反応」「4.接種に対する恐怖心による反応（血管迷走神経性失神など）」「5.偶発的事象（接種とは無関係に発生）」に分類される。
ネットやメディアで報道される副反応には、発熱などの軽微な副反応、アナフィラキシーなど避けるべき重篤な副反応、因果関係が不明な有害事象の他に、様々な意図で作られたデマがあり、誤った情報ほど拡散力が高いため注意が必要である。接種を受ける人は、正確な情報に基づいて、副反応のリスクと病気の症状や後遺症、死亡のリスクを比べて意思決定する必要があり、医療従事者はワクチン接種について正確な情報提供をおこない、製薬会社はできる限り副反応の頻度や程度を低くして安全な予防接種ができるよう開発し、行政関係者はまれながら一定の頻度で起こる副反応に十分な補償をする制度を構築していかなければならない。
子宮頸がんワクチン（HPVワクチン）は重篤な副反応に関連しないことが知られており、世界的には接種が進められている。しかし、日本では因果関係が不明な有害事象においてワクチンのリスクを強調する報道があり、2013年に厚生労働省は積極的接種勧告を中止し、接種者が激減した。

## 概要
ワクチンは、「免疫細胞に病原体を教えることで、実際の恐ろしい病気を予防するもの」であるため、あらゆるワクチンには副反応のリスクがある。しかしワクチンは副反応の害より利益（個人や集団全体の病気や後遺症、死を減らす）の方が大きいため、予防接種として使用されている。ほとんどの副反応は軽微で、主に接種部位の痛みや発熱などであるが、他のほとんどの医学的介入と異なりワクチンは健康な人に投与されるため、より高い安全基準が要求される。そのため、予防接種の安全性については、科学界で非常に重要視されており、有害事象のパターンを探すために、常に多くのデータソースを監視している。
予防接種プログラムの成功率が上がり、病気の発生率が低下するにつれて、人々の関心は病気のリスクからワクチン接種のリスクへと移行する。反ワクチン活動家は、ワクチンによる重篤な副反応のリスクを大幅に誇張し、自閉症 や揺さぶられっ子症候群などの状態をワクチンによる傷害と偽って主張し、ワクチンの安全性と有効性に関する誤解を招いている。
カナダ、ドイツ、日本、米国を含む多くの国は、ワクチンに関連する副反応を報告するための特定な要件が設けられており、オーストラリア、フランス、イギリスを含む他の国々は、治療に関連する傷害を報告するための一般的な要件にワクチンを含めている。多くの国で、ワクチン接種が原因とされる傷害の補償制度が実施されている。

## 有害事象と副反応

### 有害事象と副反応、副作用の違い
|          | 有害事象（副反応疑い） | 副反応 | 副作用                                                                                 |
| -------- | --- | --- | -------------------------------------------------------------------------------------- |
| 概要     | ワクチンを含む医療行為後に起きたあらゆる健康上好ましくない出来事 | ワクチン接種による狭い意味での副作用と接種行為が誘因となった有害事象                                                        | 医薬品の主作用と異なる作用（広い意味：有害の有無を問わない作用。狭い意味：有害な作用） |
| 前後関係 | あり | あり | あり                                                                                   |
| 因果関係 | 有無を問わない ワクチン接種後に××が起きた （偶発的なもの・他の原因によるものかが分からない事例。 例：ワクチン接種後に包丁で指を切った。ワクチン接種後に急病になった。ワクチン接種後に持病が悪化して死亡した） | あり ワクチン接種で××が起きた （軽微なもの：発熱や腫れ。 重篤なもの：アナフィラキシーや脳炎など避けるべきもの、極めてまれ） | あり その他の医薬品で××が起きた                                                        |

### よくみられる副反応の経過と対応
|            | 注射したところの発赤・腫れ・硬結（皮ふが硬くなる）                                                                                             | 発熱                                            |
| ---------- | --- | ----------------------------------------------- |
| おこる割合 | ワクチンにより30 - 60 %程度 | ワクチンにより数 - 50 %程度                     |
| 経過       | 24時間以内に出現する。発赤・腫れは3 - 4日で消失する。硬結は徐々に軽快するが1か月後も残存することがある。                                       | 24 - 48時間以内に出現し、48時間以内に軽快する。 |
| 対応       | 原則として治療は必要ない。なるべく皮下深く接種する。同一ワクチンの次回接種時には接種部位を変える。接種に伴う皮下膿瘍を鑑別する（極めてまれ）。 | 冷却、アセトアミノフェン（解熱剤）投与。        |

### 副反応・有害事象の主な原因と症状
- ワクチン製剤の成分が原因の副反応
  - アジュバント等による炎症反応：局所の発赤、腫脹など
  - 生ワクチン由来の感染による症状：おたふく風邪ワクチンによる耳下腺腫脹など
  - アレルギー反応：アナフィラキシー（重いアレルギーの症状）など
  - 成分に対する免疫応答との関連が疑われる事象：ギラン・バレー症候群、血小板減少性紫斑病、mRNAワクチンの心筋炎、アデノウイルスベクターワクチンの血栓症など[30]
- 接種行為や誤接種に伴う有害事象
  - 疼痛や恐怖心による失神
  - 無菌操作の破綻：局所の感染、菌血症など
  - ワクチンの保管や準備段階でのエラー：膿瘍、ワクチン不全
  - 接種内容・方法の間違い：局所反応増強、神経障害
  - 接種不適当者への接種：避けられた副反応[31][43]

## 副反応の収集体制
因果関係の不明な場合も報告は重要であり、ロタウイルスワクチンは、1998年にアメリカで承認された後に、初期の臨床試験では検出不能であった腸重積症（腸閉塞）の因果関係が翌年には判明した。
ワクチンによる低い頻度の副反応の発生は避けられず、開発段階や治験で全体像が掴みにくいため、接種開始後の迅速な情報収集と評価が重要となる。厚生労働省は、予防接種後に一定の基準(報告基準)に合致する症状が出現した際に、因果関係にかかわらず報告するよう求めている。厚生労働省の副反応報告書集計報告では、副反応報告基準の範囲外であってもすべての報告を単純集計した数字が発表されるため、実際には予防接種と無関係の紛れ込み事象が含まれている。

## 賠償責任、救済制度
20世紀後半に、アメリカではワクチン傷害を主張する訴訟が行われるようになった。多くの公衆衛生関係者が傷害の主張には根拠がないとするにもかかわらず、ある家族は同情的な陪審員により多額の賠償金を獲得した。これに対して、いくつかのワクチンメーカーは生産を止め、公衆衛生が脅かされたため、ワクチン障害の訴えから生じる責任からメーカーを保護する法律が作られた。
日本には1976年の予防接種法の改正により、万が一の副反応に対する国による救済制度が設けられている。日本の医療制度の上では、「定期接種」に指定されているものは日本国政府が補償し、「任意接種」は医薬品医療機器総合機構 (PMDA) の救済制度が適用される。

## 薬害などとして知られる社会的問題となった事例
かつては、製造時の問題で重篤な副反応が広く生じたワクチンもあったが、現在では精製技術や有害事象を監視するシステムが進歩している。また現在使われているワクチンは、以前に比べて効果が高くなり、安全性も改善されている。
- 1948年 - 京都・島根ジフテリア予防接種事件は、予防接種が制度化された直後、品質保証のための検定制度が機能しておらず、不活化が不十分なワクチン接種により84人が死亡し、854人に後遺症が残った[56]。この事件は戦後の薬害事件1号であり、世界最大の予防接種事故となった[56]。
- 1955年 - カッター事件は、アメリカで不活化が不十分なカッター社製のポリオワクチンで10名が亡くなり、アメリカ史上最悪の薬害の1つになった[57]。
- 1960年代 - ポリオワクチンは、弱毒化したウイルスを口から飲むもの（経口生ワクチン）だったが、ごくまれにこのワクチンが原因となるポリオの症状が起きていた[52][58]。1990年代後半から、日本を含めポリオの流行していない国々ではより安全な不活化ワクチンへの切り替えが行われている[59][60][61]。
- 1970年 - 天然痘のワクチンである種痘は、当時、種痘合併症と呼ばれた種痘後脳炎が死因統計に高頻度に検出され、補償要求運動としての種痘禍騒ぎが起きた[62]。それを受け、日本などで弱毒性のワクチンが開発されたが、1977年の症例を最後に種痘により世界から天然痘が根絶されたため、使われることはなかった[62][63]。
- 1989年 - 新三種混合ワクチン（MMR：麻疹、おたふく風邪、風疹）は、日本では無菌性髄膜炎が通常より高頻度で報告されたことから、接種中止となった[45][64]。無菌性髄膜炎は、おたふく風邪の合併症として知られ、ほとんどが軽症だった[30]。発生の原因はおたふく風邪ワクチンの製造法が無許可で変更されていたことによる[65][64]。現在、日本では海外で広く使われているMMRワクチンではなくMR（麻疹、風疹）ワクチンが定期接種され、おたふく風邪ワクチンは先進国で唯一、法定接種ではなく任意接種[66]となっている[65][64]。おたふく風邪による難聴には治療法がなく、日本では、ワクチンが普及している国では起きていない年に数百人のおたふく風邪による難聴が発生している[54][67]。

## 副反応が疑われた事例
ワクチンの安全性に対する疑いのほとんどは、その後の研究により科学的に因果関係が否定されている。しかし誤解を与える報道をきっかけに、ワクチンの接種率が低下する事態が世界中で繰り返されている。

### 子宮頸がんワクチン
日本では、2013年、子宮頸がんワクチン（HPVワクチン）の因果関係が不明な副反応の報告により、積極的接種勧告を中止し、接種率は70%から1%未満に低下した。その結果、防げたはずの子宮頸がんに将来かかる人の数は1学年あたり4500人になると考えられている。2015年に名古屋市で、HPVワクチンと有害事象の関連性の調査を行ったが、ワクチン接種後に起きたとされる症状のいずれにも増加は認められなかった。2022年4月、積極的接種推奨が再開された。

### MMRワクチン
1998年にイギリスの医師アンドリュー・ウェイクフィールドらが、MMR（はしか・流行性耳下腺炎・風疹の3種混合）ワクチンが原因で自閉症になるという捏造された論文を『ランセット』に発表した。この論文をきっかけに反ワクチン運動が活発化し、多くの保護者がワクチン接種を避けた結果、麻疹に感染する子供が急増した。その後のいくつもの研究で、ワクチンと自閉症の関連は否定された。またウェイクフィールドの開示されていない利益相反（ワクチン製薬会社を訴えている弁護士からお金を受け取っていた、麻疹単独ワクチンの特許を取得している等）や証拠の改ざんなどの複数の問題点が判明した。2010年にはランセットが論文を撤回し、ウェイクフィールドは医師免許を剥奪された。ワクチンが自閉症を引き起こすという考えは科学的に否定されたにもかかわらず、現在でも反ワクチン運動は自閉症との関連を主張し続けている。

### 百日咳ワクチン
1970-80年代に、百日咳ワクチンの副反応が激しいことが世界中のマスコミで報道された。報道をきっかけにアメリカでは訴訟が年に200件以上行われ、製薬会社は次々と賠償金を支払い、ワクチン製造から撤退した。必要なワクチンを確保するため、アメリカとイギリスでは国がワクチンの副反応を救済する補償制度を作った。現在は改良されたワクチンが使われているが、当時副反応と思われた病態のほとんどが、先天的な難治性てんかん（ドラベ症候群）であることがわかっている。
日本では、1975年に 三種混合ワクチン（DPT：ジフテリア、百日咳、破傷風）の乳児への接種が中止され、接種開始年齢を2歳以上に引き上げる対応を行った。その結果、1979年をピークとする百日咳の流行が起き、改良ワクチンがでるまでの6年間に百日咳の患者は10倍になり、100人以上が死亡した。厚生省が百日咳ワクチンの接種開始年齢を生後3か月からに訂正したのは、14年後の1989年になってからであり、1970年代前半のレベルの感染者数に戻ったのは、接種中止から20年後の1995年であった。

### インフルエンザワクチン
1962年から、日本では全ての学童生徒を対象にインフルエンザワクチンの集団接種が行われていたが、副反応や効果に対する疑念が報道され、1994年に集団接種が中止された。このため現在も接種率が非常に低い状態が続き、学級閉鎖や子どもの脳症の増加、流行による高齢者の死亡増加など、集団接種中止の弊害が浮き彫りになってきている。
インフルエンザワクチンの一部の製剤にはチメロサールが含まれており、チメロサールが自閉症を引き起こすという主張があるが、「チメロサール」から生成されるのは「エチル水銀」であり、水俣病で問題になった「メチル水銀」とは全くの別物である。インフルエンザワクチンの接種で体内に取り込まれる水銀の量は1回1 - 4μｇとごく微量であり、農林水産省の定めた魚介類を食べた際に摂取する総水銀の基準摂取量＝体重1kgあたり4μg/週を大きく下回る。チメロサールと自閉症の関連については、大規模な疫学研究により明確に否定されている。
インフルエンザワクチンは「ギランバレー症候群」を誘発する可能性が指摘されているが、これは100万回に1例程度の非常に稀なものである。インフルエンザを発症するとそのリスクは何倍にもなり、ワクチンの接種はそのリスクを減らすことができる。
インフルエンザウイルスを不活化させる際にホルムアルデヒドを使うことがあるが、ワクチンに残存する可能性のあるごく微量（最大で307.5μg）では、人体に自然に存在する量よりはるかに少ないため、健康への影響は無視できるものと結論づけられている。リンゴ1個には428.4 - 1,516.4μgのホルムアルデヒドが含まれ、平均的な新生児は常に約575 - 862μgのホルムアルデヒドが体内で生成されて血液中を循環している。さらに、人体は、ワクチンに存在する少量のホルムアルデヒドと同様に、自然発生するホルムアルデヒドを分解する能力があり、ワクチンに存在する少量のホルムアルデヒドへのまれな暴露と癌を関連付ける証拠はない。

### 筋肉注射
1970年代、日本では薬剤の筋肉注射による「大腿四頭筋拘縮症」が社会問題になった。当時、原因薬剤として問題となったものの多くはワクチンではなく、pHが低く浸透圧の高い解熱薬や抗菌薬の筋肉注射であったが、筋肉注射自体が問題であるという考えが定着した。このため、世界的には原則として筋肉注射によるワクチン接種が行われているが、日本では発赤など局所の副反応の頻度が高い皮下注射によるワクチン投与が行われることが多い。

### 日本脳炎ワクチン
日本脳炎ワクチンは、日本では接種後の急性散在性脳脊髄炎（ADEM）が報告され、予防接種健康被害認定部会・認定分科会において日本脳炎ワクチンとADEM発症の因果関係が否定できないと認定された。これにより、2005年に厚生労働省は積極的な推奨を中止した。その結果、小児における日本脳炎抗体の保有率は80％以上から2008年には20％以下に落ちこみ、それまで抑えられていた患者や死亡者が発生するようになった。旧日本脳炎ワクチンは、マウス脳が原材料として使用されていたため、ADEM の発生が理論的に危惧されていた。そのため、vero細胞(アフリカミドリザル腎臓由来株化細胞)を用いた新型ワクチンが開発され、2009年からこのワクチンが接種されている。その後の調査により、一般のADEM発症は年間 60 - 100例近くで、ワクチン接種後のADEM の発症頻度（17年間に認定されているもので14例）よりも高いことがわかり、紛れ込み事例が含まれる可能性が示された。

### COVID-19ワクチン
新型コロナワクチンは、mRNAワクチンという新しい技術を使ったワクチンであるため、「遺伝子配列が書き換えられる」「5Gに接続される」「磁力を帯びる」「マイクロチップが入っていてビル・ゲイツに監視される」「不妊になる」「免疫が低下する」「2年後に死ぬ」「接種者のほうが死亡率が高い」「接種者の呼気や汗腺から毒素が放出される」などのデマが拡散された。

#### ワクチン接種後死亡について
厚生労働省が公開する「副反応疑い報告」のデータが、「ワクチンで多くの人が死亡しており危険」という証拠に使われている。しかし、ワクチン接種後に起きたという「前後関係」さえ満たせば、「因果関係」の有無は問わずに報告されるため、ワクチンとは因果関係が不明なもの、他の原因によるものも含まれる。「副反応疑い報告制度」では、2022年9月時点で、日本国内においてCOVID-19ワクチンの接種と死亡に因果関係が認められた例はなく、厚生労働省は「安全性において重大な懸念は認められない」と評価している。日本にはもう1つ「予防接種健康被害救済制度」という仕組みがあり、これは「厳密な医学的な因果関係までは必要とせず、接種後の症状が予防接種によって起こることを否定できない場合も対象とする」。2022年9月時点で、日本国内においてCOVID-19ワクチンの接種と死亡に因果関係が否定できないとして救済を認められたのは3例である。初認定となった91歳の女性は、基礎疾患として脳虚血発作や高血圧症、心肥大があり、接種後に急性アレルギー反応と急性心筋梗塞で死亡した。
アメリカ疾病予防管理センター（CDC）は、「mRNAワクチンと死亡には、明らかな因果関係がない」と評価する。CDCには、1970年からワクチンの安全性データリンク（VSD）という、ビッグデータを用いたモニタリングシステムがあり、ワクチン接種者の接種後の病気の発生率と、非接種者の病気の自然発生率を比較することで、ワクチン接種と死亡との因果関係を検証している。VSDは、1200万人以上の予防接種のデータと患者の疾患や病院受診、薬の服用などに関する情報を匿名化した上で蓄積しており、接種後に偶然同時に発生した症状と実際の有害事象との区別ができる。イギリス国家統計局（ONS）による接種者と未接種者の大規模な比較データでも、ワクチン接種で死亡リスクが増えないことが示された。

#### ワクチン有害事象報告システム（VAERS）
アメリカでは、「ワクチン有害事象報告制度（VAERS）」、「ワクチンの安全性データリンク（VSD）」、個々の有害事象に対する専門家の相談、研究を行う「予防接種安全性評価の臨床ネットワーク（CISA）」という3つのシステムが機能し、ワクチンの安全性を監視している。
VAERSは、有害事象の「自発的」な報告を受けるシステムであり、日本の副反応疑い報告とは違い、医療関係者だけでなく誰でもがウェブサイトを通じて報告ができる。VAERSには、ワクチンの有害事象情報が迅速に集められるという利点があるが、VAERSのデータだけでは有害事象とワクチンとの因果関係が評価できない。1990年、それを補うためにVSDが設立されたが、このシステムはVAERSにおける自発的な報告の限界の影響を受けにくく、ワクチン接種と有害事象との関連をより適切に評価することができる。VAERSの因果関係が証明されていない有害事象報告は、反ワクチン主義者がワクチンが有害であると主張する証拠に使われている。